# Mary Agnes Dalrymple Bishop
Mary Agnes Dalrymple Bishop (nascida Dalrymple; Springfield, 12 de agosto de 1857 – Quincy, 14 de junho de 1934) foi uma jornalista, editora-chefe de jornal americana. Ela era uma linguista talentosa e, ao longo de sua vida, continuou a estudar idiomas com vários professores.

## Primeiros anos e educação
Mary Agnes Dalrymple nasceu na cidade de Springfield, em Massachusetts, em 12 de agosto de 1857. Ela era a única filha de John Dalrymple e sua esposa Frances Ann Hewitt. Ela se orgulhava de sua antiga ascendência escocesa e de sua capacidade de rastrear a família desde a Escócia até a França, onde, no início do século XII, William de Darumpill obteve uma dispensa papal para se casar com seu primo em primeiro grau, Anges Dalrymple, ambos Dalrymples de Lochinch, Stranraer, Escócia; uma família cujo chefe é o Conde de Stair. Sua mãe, Frances, era filha de Eli e Mary (Harwood) Hewitt, e descendente de Peregrine White, filho de William e Susan White, os Peregrinos do Mayflower.
Nos jornais locais, seus poemas de infância foram impressos rapidamente, mas a leitura de "Recollections of a Busy Life", do político americano Horace Greeley, no qual ele dava alguns bons conselhos para escritores jovens, fez com que ela decidisse não se sentir tentada a permitir que seu doggerel a ser publicado. Quando ela tinha menos de dois anos de idade, seus pais se mudaram com ela para Grafton, vila de Massachusetts. Bishop aprendeu a ler de maneira precoce, isto é, com apenas quatro anos de idade. Seu talento para cantar também se desenvolveu cedo, e ela estava em constante demanda como artista.
Bishop foi instruída por professores particulares. Em 1865, ela ingressou na escola primária em Grafton, Massachusetts, e ao sair do ensino médio em 1875, foi a primeira garota a concluir o curso clássico.
Aos dezesseis anos, ainda na escola, ela se tornou a editora local do Grafton intitulado Herald.

## Carreira

### Professora
Embora tenha recebido uma bolsa de estudos na Wesleyan University, ela decidiu ingressar imediatamente na profissão escolhida como professora, começando na semana seguinte à sua formatura no ensino médio. Ela deu aulas nas escolas públicas de Grafton e Sutton por muitos anos. Durante esse tempo, ela deu palestras com bastante frequência nas proximidades e, muitas vezes, apareceu no drama doméstico, fazendo seu maior sucesso como Lady Macbeth.

### Escritora
Suas histórias e poemas foram publicados pela Westborough Chronotype. Ela contribuiu com artigos botânicos sobre a flora da seção para os jornais de Worcester e foi correspondente local da Associated Press. À medida que sua escrita se tornou mais conhecida, seu trabalho apareceu no The Youth's Companion e em outros periódicos de circulação nacional, nunca adotando um pseudônimo e raramente usando seu próprio nome ou iniciais.

### Editora e gerenciadora periódica
Em 1887, ela recebeu honrarias pela sua indicação como editora do Massachusetts Plowman (também conhecido como The Massachusetts Plowman) de Boston (1840-1906), então considerada a principal autoridade agrícola e agrícola. Durante vários anos, escreveu para o periódico em quatorze colunas de material original a cada semana, e selecionou poemas e contos para publicação, além de fazer outros trabalhos editoriais para suas oito páginas e relatar estenograficamente as reuniões de agricultores realizadas sob seus auspícios. O cargo que lhe foi oferecido nunca havia sido ocupado por uma mulher e, de fato, o trabalho que ela fez nunca foi tentado anteriormente, pois ela teve o encargo de quase todo o jornal desde o início. Alguns meses depois que ela aceitou o cargo, o proprietário morreu, e o papel inteiro ficou em suas mãos por seis meses. No outono, o jornal foi comprado por outro proprietário, mas o principal trabalho editorial permaneceu em suas mãos. O jornal foi ampliado de quatro para oito páginas nesse meio tempo e, como antes, foi publicado a cada semana. Seu melhor trabalho para The Boston Globe foi a história de Grafton, escrita em seu 250º aniversário.
Ela foi membro do comitê executivo da New England Woman's Press Association, da qual ela foi uma dos primeiros membros.

### Outras atribuições
Sempre interessada no sufrágio igual, ela se registrou com as primeiras eleitoras. Outra medida de reforma que a interessava era a proibição do tráfico de bebidas, e ela era ativa como membro da União Feminina de Temperança Cristã. Durante a Primeira Guerra Mundial, ela estava ocupada escrevendo, tricotando e fazendo outros trabalhos para os homens em serviço, como membro da Cruz Vermelha e da Associação de Ajuda Hospitalar. Além disso, ela também foi membro de diversas organizações, como a Associação de Enfermagem Comunitária e Distrital, a Day Nursery Association Parents e Teachers Association, a Women's City Club of Boston, o Quincy Woman's Club, o Wollaston Woman's Club, o Professional Woman's Club, a Washington American League of Penwomen, o New York Women's Press Club, entre outras.

## Vida pessoal
Seu casamento com Frederick Herbert Bishop, gerente da Universal Winding Company e que era natural de Wollaston, bairro de Quincy, ocorreu em Grafton, em 21 de setembro de 1889. Embora ela não tivesse filhos, ela era mãe do filho de Frederick por seu primeiro casamento, um filho, Francis Herbert Boshop (nascido em 1886). Quatro outras crianças foram levadas para a casa: Grace Irene, Walter Howard Olilver, Miriam Nelson e Virginia.
Bishop estava interessada em literatura em geral e, junto com seu marido, eles se envolveram em atividades literárias. Sua casa estava localizada em Wollaston Heights. Após ser infectada por uma doença por várias semanas, ela morreu em sua casa em Wollaston, no dia 14 de junho de 1934.